# Pequena Central Hidrelétrica de Funil
A Pequena Central Hidrelétrica de Funil (PCH Funil) é uma pequena central hidrelétrica (PCH) brasileira localizada no estado da Bahia. Implantada no rio de Contas, no município de Ubaitaba. A Companhia Hidro Elétrica do São Francisco (Eletrobras Chesf) é a proprietária da geradora de energia.
A PCH Funil é composta por três unidades geradoras acionadas por turbinas do tipo Francis.